# Bucky
Bucky è un personaggio dei fumetti statunitensi creato da Joe Simon e Jack Kirby nel 1941. Molti personaggi hanno rivestito questa identità, il primo a indossare questi panni è stato James Buchanan Barnes, la spalla di Capitan America durante la seconda guerra mondiale.
Dopo di lui hanno vestito il costume di Bucky:
- Bucky II il cui vero nome è Fred Davis, creato da Roy Thomas (testi), Don Heck e Frank Robbins (disegni);
- Bucky III, più noto come Bucky degli anni cinquanta, il cui vero nome è Jack Monroe, creato da Stan Lee (testi), Mort Lawrence e John Romita Sr. (disegni);
- Bucky IV, il cui vero nome è Richard Milhouse "Rick" Jones, creato da Stan Lee (testi) e Jim Steranko (disegni)[1];
- Bucky V, il cui vero nome è Lemar Hopkins, creato da Mark Gruenwald (testi) e Tom Morgan (disegni);
- Bucky VI, il cui vero nome è Rebecca "Rikki" Barnes, creato da Jeph Loeb (testi) e Rob Liefeld (disegni)[2].

## Biografia del personaggio

### Bucky I (James "Bucky" Barnes)
Nato nel 1917 a Shelbyville, Indiana, dal soldato George M. Barnes e da sua moglie Winifred, Bucky rimane orfano di madre pochi anni dopo, motivo per cui lui e sua sorella Rebecca vengono cresciuti unicamente dal padre seguendolo nelle varie basi dove viene stanziato finché, nel 1937, questi muore nel corso di un'esercitazione a Camp Lehigh, New Jersey. Innamoratosi della vita militare, Bucky convince gli ufficiali responsabili del campo d'addestramento a farlo rimanere e, mentre la sorella viene allontanata ed iscritta ad un collegio scolastico, egli riceve un addestramento completo da parte di William Essart Fairbairn e del colonnello Rex Applegate divenendo una sorta di mascotte dell'esercito. Con lo scoppio della seconda guerra mondiale Bucky prende parte attivamente alle missioni sul campo e, nel 1941, viene assegnato come scorta al soldato semplice Steve Rogers (Capitan America) di cui scopre accidentalmente la doppia identità spingendo il governo a decidere di affiancarlo a Cap come simbolo di propaganda contro la gioventù hitleriana. Nonostante i caratteri quasi agli antipodi, Cap e Bucky divengono ben presto amici inseparabili.
Assieme Capitan America e Bucky affrontano le potenze dell'Asse (in particolare il Teschio Rosso) sia nel territorio nazionale che oltreoceano per tutta la durata del conflitto inoltre, alleati con Toro, la Torcia Umana e Namor, formano una squadra di superumani al servizio degli Alleati chiamati gli Invasori da Winston Churchill all'inizio del 1942; contemporaneamente Bucky contribuisce alla formazione di altri quattro supergruppi, la All-Winners Squad, i Giovani Alleati, la Legione della Libertà e i Commandos minorenni.
Nel tardo 1945, verso la fine della guerra, Capitan America e Bucky si trovarono a Londra sulle tracce di uno scienziato nazista, il Barone Heinrich Zemo, che localizzano mentre è intento a rubare un aeromobile a pilotaggio remoto sperimentale non riuscendo però ad impedirgli di farlo decollare con un quantitativo di esplosivo sufficiente a fare esplodere la città. I due eroi inseguono il velivolo raggiungendo la cabina di pilotaggio ma, mentre Cap, realizzato trattarsi di una trappola per ucciderli, decide di saltare giù dall'aereo, il suo partner sceglie invece di rimanere a bordo per tentare di disinnescare la bomba, che tuttavia esplode mentre il drone sorvola l'Oceano Atlantico settentrionale provocando l'apparente morte di Bucky che viene dichiarato caduto in battaglia nonostante il suo corpo non sia mai stato ritrovato.

### Bucky II (Fred Davis)
Dopo l'apparente decesso di Capitan America e di Bucky, il Governo degli Stati Uniti chiese a Fred Davis di combattere contro i nazisti assieme al secondo Capitan America (William Naslund, alias lo Spirito del '76).
Fred Davis è un personaggio somigliante al Bucky originale; è un atleta di prima categoria e acrobata eccezionale come lo era James Barnes ed è per questo che fu scelto come suo sostituto.
Dopo che William Naslund fu ucciso da Adam II mentre salvava la vita al senatore J.F. Kennedy, Jeffrey "Jeff" Mace ovvero il Patriota divenne il terzo Capitan America e Fred continuò ad affiancarlo nei panni di Bucky, fino a quando non fu gravemente ferito ad una gamba e costretto a ritirarsi.
Finita la carriera di supereroe, si candiderà a senatore, e verrà eletto. Recentemente durante un comizio ha subito un attentato ma è stato salvato proprio da Steve Rogers, il Cap originale, ed è venuto a sapere che il suo vecchio partner William Nasland ha un nipote di cui non sapeva nulla.
In seguito, Davis si unì al V-Battalion, un'organizzazione segreta che dava la caccia ai criminali di guerra, e alla fine divenne uno dei suoi leader nel Consiglio della Penitenza. Servì il V-Battalion sia in un ruolo di leadership nel Consiglio di Penitenza, sia come ingegnere. 
Fred Davis fu successivamente preso di mira e ucciso da un assassino psicopatico della Stanza Rossa di nome Leo Novokov come parte di un piano per schernire e spezzare il Soldato d'Inverno, che era l'originale Bucky. Leo usò il sangue di Fred per scrivere "Solo un Bucky rimasto" sul muro.

### Bucky III (Jack Monroe)
Jack ha sempre ammirato Capitan America e Bucky: passione condivisa da un suo insegnante che si faceva chiamare "Steve Rogers" (che, oltre al nome, cambiò anche il suo aspetto per somigliare in tutto e per tutto al Capitan America originale); ciò li spinse diventare molto amici.
Durante la guerra di Corea, l'insegnante è ossessionato dal diventare il prossimo Capitan America, così, una volta scoperta una variante della formula del super-soldato, la iniettò a Jack e a sé stesso per combattere le spie comuniste nei panni dei nuovi Capitan America e Bucky.
Il più pericoloso dei loro nemici era indubbiamente il nuovo Teschio Rosso (non l'originale, ma un impostore comunista) in cui il vero nome è Albert Malik.
La formula però era imperfetta e diedero a "Cap" e Jack diverse allucinazioni che obbligò il governo ad imprigionarli in stato di animazione sospesa. Diversi anni dopo fu liberato e adottato dall'originale Capitan America come suo partner, nei panni del nuovo Nomad.
Più tardi si mise in proprio come vigilante. Di solito frequentava i senzatetto. Trovando una bambina abbandonata da una madre prostituta, la chiamò la sua "Bucky". Ha continuato a combattere le forze neonaziste. In un'occasione scoprì che un senatore corrotto (Bart Ingrid) era un sopravvissuto della stessa città in cui Jack era cresciuto. Fermò il senatore e l'agente Axis, ma ci fu un'esplosione che lo fece cadere in coma. La storia della sua morte è stata fatta circolare, mentre Jack è stato davvero rimesso in sospensione criogenica. 
Alla fine, Jack si svegliò e fu trasformato nel nuovo Flagello, mentre i naniti furono usati per controllarlo. Sembrava essere un piano di Henry Peter Gyrich, ma in seguito si scoprì che lo stesso Gyrich era controllato da una terza parte. I naniti concessero a Jack una relativa libertà cognitiva, ma non poteva contraddire i parametri della missione stabiliti per lui dal suo conduttore. Come Scourge, Jack fu equipaggiato con l'equipaggiamento confiscato da vari super criminali, e addestrato al loro uso. Impiegò un sistema di consegna di particelle Pym nel suo costume e nei guanti, permettendogli di riporre un gran numero di armi e accessori sulla sua persona. 
I parametri della missione di Scourge gli ordinavano di eliminare i Thunderbolts in un ordine particolare, secondo le istruzioni di Gyrich. Ha iniziato con l'esecuzione di un cecchino del membro più giovane della squadra, Jolt.  Successivamente, Scourge passò all'ex leader dei Thunderbolts, il Barone Zemo. Una lunga battaglia nella fortezza privata di Zemo si conclude quando Jack decapita Zemo in un combattimento con la spada. 
Successivamente, Scourge si infiltrò nella base di Mount Charteris dei Thunderbolts, eliminando Techno e Atlas.  Prima che potesse fuggire completamente, tuttavia, Jack fu catturato da Occhio di Falco e dai Thunderbolts, che riuscirono a disabilitare i naniti che lo controllavano.  Scourge unì le forze con i Thunderbolts e i Redeemers per fermare il piano generale di Gyrich. Scomparve all'indomani della lotta, portando con sé l'induttore olografico del Flagello. 
Qualche tempo dopo il suo periodo come Scourge, ma prima di scoprire che la sua variante del Super Soldato aveva iniziato a degradarsi, Jack visitò le persone collegate ai Thunderbolts per cercare di capire perché erano diventati criminali e se potevano davvero o erano cambiati, durante questo viaggio riuscì anche a convincere Rock Python a non portare a termine una rapina all'Adamantio che aveva pianificato. 
Jane Foster rivela a Jack che gli rimane un tempo limitato da vivere. La variante del Super Soldato che gli era stata iniettata era degradante e il suo sistema immunitario stava andando in tilt.
Jack ha trascorso l'ultimo anno della sua vita frequentando un bar, mentalmente instabile. Ha trascorso molte notti ad attaccare persone innocenti con l'illusione di combattere gli spacciatori di droga. Credeva di aver rintracciato sua figlia Bucky che viveva con i suoi genitori adottivi, ma questa potrebbe essere stata un'altra illusione. 
Incontrò il Soldato d'Inverno, l'originale Bucky tornò alla fine, e fu colpito e ucciso da lui. Ha gettato il corpo di Jack nel bagagliaio della sua auto, con l'intenzione di usarlo come capro espiatorio per un attacco terroristico a Filadelfia.

### Bucky IV (Rick Jones)
Rick Jones fu fondamentale per la creazione dei Vendicatori: infatti quando Loki prese il controllo di Hulk, fu Rick a pronunciare il comunicato radio che riunì gli eroi per la prima volta.
In seguito divenne il compagno di Capitan America vestendo i panni dello scomparso Bucky Barnes. Assieme al Capitano fu protagonista di un celebre scontro con l'organizzazione terroristica chiamata Hydra, durante il quale Steve Rogers dovette addirittura simulare la propria morte per poter sconfiggere gli avversari.
Ad un certo punto, però, cominciò a non sentirsi all'altezza come sostituto di Bucky e intraprese un'altra strada che lo portò a diventare il partner di un altro celebre eroe, Capitan Marvel.

### Bucky V (Lemar Hoskins)
Dopo che il governo USA, tramite Valerie Cooper, sospende Steve Rogers dal ruolo di Capitan America, è John Walker (era Super-Patriota) a indossare il suo costume.
Walker ha un amico di nome Lemar Hoskins, con il quale ha in comune l'essere un wrestler artificialmente potenziato dal programma Power Broker. Hoskins, conseguentemente al fatto che Walker sia diventato Capitan America, ottiene il permesso di diventare il suo partner nei panni del nuovo Bucky.
Poco tempo dopo, però, i tecnici del Governo si accorgono che il ruolo di Bucky non si adatta bene a lui perché è nero ("Bucky" è uno dei mille epiteti non "politically correct" per un nero); così, da allora, gli cambiano il costume ed il nome di battaglia: Lemar diventa Battlestar.
Dopo il ritorno dell'originale Capitan America, Battlestar tornò a Chicago, la sua città natale. 
Battlestar in seguito fece un'audizione per Silver Sable per unirsi al suo Wild Pack. Durante il suo periodo con il Branco Selvaggio, ebbe una relazione romantica con il mutante somalo noto come Lightbright. 
Durante gli eventi della Guerra Civile si unì alla parte Anti-Registration e al Typeface.  Fu catturato dallo S.H.I.E.L.D. e rilasciato in seguito per la battaglia finale.
Dopo il Regno Oscuro, ricomparve come riserva sovrumana per la Squadra Alpha delle Guardie quando furono inviati a indagare sul Progetto Pegasus e combatterono lo Squadrone Supremo. 
In seguito fu reclutato da Howard the Duck per unirsi alla sua Ducky Dozzina, una squadra assemblata dall'A.R.M.O.R. per prevenire un'invasione di zombie nazisti dalla Terra-12591.  Battlestar fu tra i pochi membri della Dozzina che riuscirono a spazzare via la minaccia degli zombie nazisti e sopravvissero per tornare a casa grazie ai poteri di trasporto della realtà di Taxi Taylor. 
Nel momento in cui l'Hydra conquistò gli Stati Uniti, Battlestar comparve come membro dell'Underground.

### Bucky VI (Rikki Barnes)
Rikki Barnes veniva dalla Terra alternativa creata da Franklin Richards a seguito della vicenda Onslaught. Rikki era una giovane ragazza che desiderava diventare una ballerina e che si è ritrovata ad affiancare il reddivivo Capitan America nel sventare un piano terroristico del nuovo Ordine Mondiale, con a capo il Teschio Rosso. Rikki Barnes è ancora membro degli Young Allies sulla Antiterra. Sulla scia della serie Onslaught Reborn, un'altra Rikki Barnes (da un universo alternativo chiamato Heroes Reborn, nel quale i Vendicatori e i Fantastici Quattro non se ne sono mai andati) è stata trasportata sulla Terra principale. Ha cercato di entrare in contatto con il nuovo Capitan America (Bucky Barnes), contattando Patriot, con cui ha anche stretto amicizia. In una nuova miniserie ha assunto l'identità di Nomad.
Durante le sue avventure, incontrò l'eroe Araña, e i due divennero subito amici e partner nella lotta al crimine, rivelando infine le loro identità civili l'uno all'altro. Nomad ha anche finalmente incontrato Steve Rogers, che aveva vaghi ricordi del suo tempo nella realtà originale di Heroes Reborn.
Durante un'avventura, Nomad e Araña hanno combattuto i Bastardi del Male, un gruppo di giovani super criminali che affermano di essere i figli illegittimi dei criminali più pericolosi del mondo. Alla fine le ragazze furono catturate dai Bastardi, che pianificarono di ucciderle e di trasmettere le loro esecuzioni su Internet e in televisione. Altri giovani eroi salvarono le ragazze, tra cui Gravity, Firestar ed El Toro. Con i loro sforzi combinati, sono stati in grado di sconfiggere e catturare i Bastardi. 
Dopo aver sconfitto i Bastardi, Nomad suggerì agli eroi di unirsi e formare una nuova squadra; gli altri sembravano riluttanti, specialmente quando Nomad suggerì Giovani Alleati come nome per il gruppo. Tuttavia, i cinque divennero amici ed El Toro divenne persino il compagno di stanza di Rikki, con Rikki che tentava di insegnare a Benito l'inglese e Benito che le insegnava lo spagnolo. Rikki nutriva segretamente dei sentimenti romantici per Benito, a causa di una precedente relazione con la sua controparte nel suo universo. 
Poco dopo che Benito si trasferì da lei, Rikki iniziò ad avere incubi su una potente entità che la attaccava in Colombia. Dopo che El Toro fu rapito da El Dragon, Rikki insieme agli altri Giovani Alleati e ai Vendicatori Segreti indagarono su una struttura abbandonata della Roxxon nel paese sudamericano. Una volta lì, Onslaught si rivelò, possedendo il corpo di Rikki e tentando di usare l'energia che aveva immagazzinato in lei come un'ancora per tirarsi fuori dalla Zona Negativa e tornare sulla Terra. Rivelando a Rikki che era stata mandata lì solo per fungere da suo legame, iniziò a reagire. Alla fine, Rikki fece in modo che Gravity la uccidesse in modo che Onslaught non potesse tornare e distruggere il pianeta. 
Nonostante il fatto che Rikki sembri morta, Steve Rogers iniziò ad avere incubi simili a quelli che Rikki aveva avuto prima, suggerendo che abbastanza delle energie di Nomad e Onslaught potrebbero essere sopravvissute per sfuggire alla morte e cercare un nuovo modo per tornare.
Quando Franklin Richards e Molecule Man ricrearono il Multiverso, Rikki si ritrovò in una realtà non identificata del Vecchio West con alcuni ricordi di entrambe le sue vite precedenti, una realtà non identificata della Seconda Guerra Mondiale dove morì a Omaha Beach, e la realtà di Becky Barnes e un mondo di zombie. A seguito di queste iterazioni, Rikki è stata resuscitata in una realtà non identificata dove ha frequentato Toni Ho fino a quando entrambi non sono stati uccisi dal Creatore. 
Finalmente risvegliata nell'Universo Marvel, Rikki si ritrovò prigioniera di L'ar Gath Five e oggetto di un'operazione di salvataggio da parte degli amici di Franklin Richards, la Future Foundation, che erano in missione per riassemblare i pezzi sparsi dell'Uomo Molecola.

### Bucky VII (Julia Winters
Altre persone che hanno utilizzato l'alias Bucky includono una bambina senza nome che Nomad (Jack Monroe) cerca per un periodo (dopo che lei è stata adottata e dato il nome Julia Winters).